# Antoine Duchesne
Pour les articles homonymes, voir Antoine Duchesne (homonymie) et Duchesne.

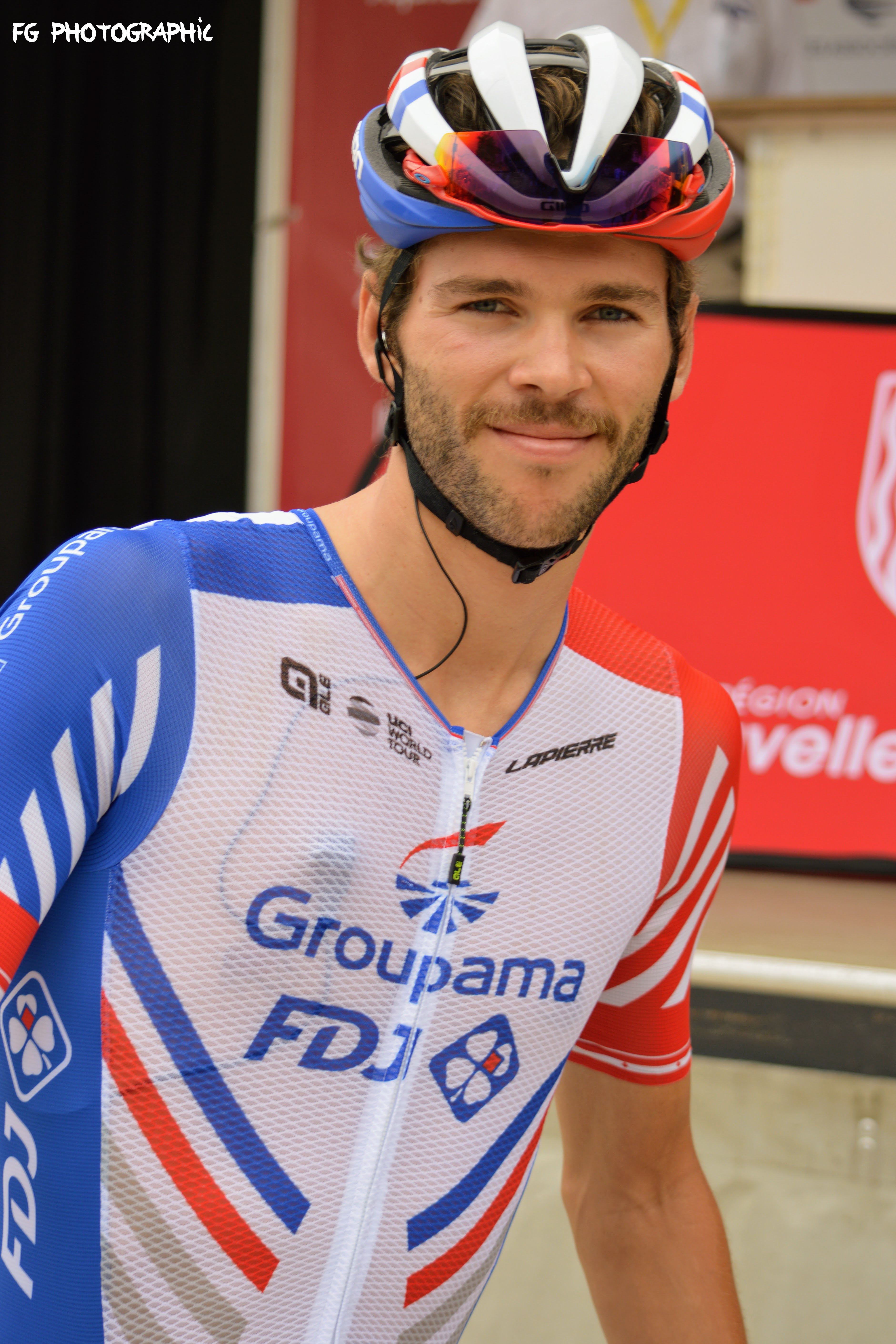
Antoine DUCHESNE - Août 2019

Antoine Duchesne, né le 12 septembre 1991 à Saguenay, est un coureur cycliste canadien.

## Biographie
Antoine Duchesne réalise sa première saison chez les professionnels en 2013, sous les couleurs de l'équipe Bontrager. Repéré par Europcar, à la suite notamment de sa troisième place aux championnats du Canada, il rejoint la formation française en 2014, grâce notamment à un mécène de son pays natal qui prend en charge une partie de son salaire.
Souvent équipier, il parvient à se faire remarquer sur la Polynormande, dont il prend la deuxième place. L'année suivante, il participe de nouveau à cette course mais échoue à la troisième place. En fin de saison, il découvre les grands tours sur le Tour d'Espagne.
À l'occasion de Paris-Nice 2016, il est le dernier rescapé de l'échappée de la 5e étape puis se fait reprendre par Alexey Lutsenko, futur vainqueur, qu'il n'arrive pas à suivre. Le lendemain, le coureur de Direct Énergie se console en s'emparant du maillot de la montagne, qu'il conserve jusqu'à l'arrivée finale à Nice.
Sa saison est également marquée par ses grands débuts sur le Tour de France. Avec la sélection canadienne, il participe ensuite au Tour d'Alberta, qu'il termine à la 8e position.
Non conservé par l'équipe Direct Énergie à l'issue de la saison 2017, il est proche de mettre un terme à sa carrière. Il est finalement recruté par l'équipe World Tour FDJ pour la saison 2018.
Il devient champion du Canada sur route en 2018. En août, son équipe annonce une prolongation de son contrat de deux saisons.
Son année 2019 est perturbée par des douleurs à la jambe gauche apparues en mars. Atteint d'une endofibrose de l'artère iliaque gauche, il subit une intervention chirurgicale et reprend la compétition en août lors de la EuroEyes Cyclassics,.
En 2020, il abandonne en août durant la quatrième étape du Critérium du Dauphiné. Atteint d'une mononucléose, il est forfait pour le Tour de France. En septembre, Groupama-FDJ annonce l'extension de son contrat jusqu'en fin d'année 2022.
Une chute lors du Tour Poitou-Charentes en Nouvelle-Aquitaine 2022 lui cause notamment une fracture du quatrième métacarpien gauche. En fin de contrat, il est sollicité par son manager Marc Madiot pour le prolonger mais il décide d'arrêter sa carrière en fin d'année.

## Palmarès et résultats

### Palmarès par année
- 2008
  -  Champion du Canada de l'américaine juniors (avec David Boily)
  - 2e du championnat du Canada de poursuite par équipes juniors
- 2009
  -  Champion du Canada du contre-la-montre juniors
- 2012
  -  Champion du Canada sur route espoirs
  - 1re étape du Tour de Québec
  - 2e du Mémorial Staf Segers
  - 3e du Tour de Québec
- 2013
  -  Champion du Canada sur route espoirs
  - 2e du championnat du Canada du contre-la-montre espoirs
  - 3e du championnat du Canada sur route
- 2014
  - Grand Prix de Lanaudière
  - 2e de la Polynormande
- 2015
  - 3e de la Polynormande
- 2018
  -  Champion du Canada sur route
- 2021
  - 2e du championnat du Canada sur route

### Résultats sur les grands tours

#### Tour de France
2 participations
- 2016 : 107e
- 2022 : 62e

#### Tour d'Italie
1 participation
- 2021 : 115e

#### Tour d'Espagne
2 participations
- 2015 : 138e
- 2018 : 127e

### Classements mondiaux
| Année                                 | 2012 | 2013 | 2014 | 2015 | 2016  | 2017  | 2018  | 2019  | 2020  | 2021 | 2022  |
| ------------------------------------- | ---- | ---- | ---- | ---- | ----- | ----- | ----- | ----- | ----- | ---- | ----- |
| Classement mondial                    |      |      |      |      | 694e  | 1612e | 750e  | 2086e | 1452e | 687e | 1455e |
| UCI Europe Tour                       | nc   | nc   |      | 400e | 1219e | 1410e | 1777e |       |       |      |       |
| UCI America Tour                      | 195e | 98e  |      | nc   | 170e  | nc    | 32e   | 316e  | 128e  | 74e  | 201e  |
|                                       |      |      |      |      |       |       |       |       |       |      |       |
| Légende : nc = non classéSource : UCI |      |      |      |      |       |       |       |       |       |      |       |